# 顧鐸
顧鐸（1488年—16世纪？），字孔振，號南田，山东青州府博兴县西隅人，軍籍。明朝官员、進士出身。顾友之子。

## 生平
正德十一年（1516年），山東鄉試中第十名舉人。十二年（1517年），登丁丑科会试第五十四名，三甲一百三十名進士，兵部观政，授浙江山阴县知县，擢升刑部河南司主事。嘉靖三年，大禮議事件中反對明世宗而下廷杖；嘉靖四年（1525年），升任刑部員外郎。嘉靖七年（1528年），任刑部郎中，出为河南汝宁府知府，后改任開封府知府。嘉靖十三年（1534年），由知府晋河南按察司副使、分巡信阳道。嘉靖十六年（1537年），升任陕西行太仆寺卿。嘉靖十七年，致仕辭職。

## 家族
曾祖顾俊。祖父顾玉，县丞。父顾友。母王氏。慈侍下。弟顾澜、顾镗、顾存仁。
| 官衔        | 官衔                                 | 官衔        |
| ----------- | ------------------------------------ | ----------- |
| 前任： 孫瓊 | 明朝浙江山陰縣知縣 正德十四年-十六年 | 繼任： 吳瀛 |
| 前任： 王禄 | 明朝汝寧府知府 嘉靖年间              | 繼任： 史麟 |